# Chimborazo
Der aktive Vulkan Chimborazo ([ˌtʃimboˈɾaθo], [ˌt͡ʃimboˈɾaso]), auch deutsch Tschimborasso, ist mit 6263 m Höhe über dem Meeresspiegel der höchste Berg in Ecuador. Der Gipfel des Chimborazo ist wegen seiner Nähe zum Äquator der am weitesten vom Erdmittelpunkt entfernte Punkt auf der Erdoberfläche.

## Geografie und Geologie

### Lage
Der Chimborazo liegt in der Westkordillere der Anden, ca. 165 km südlich des Äquators, in der nach ihm benannten Provinz. Sein Nachbargipfel ist der 5018 Meter hohe Carihuairazo. Der majestätische Gipfel des Chimborazo ragt 2500 m aus der etwa 3500 m bis 4000 m hohen ihn umgebenden Hochebene. Sein Durchmesser beträgt an der Basis etwa 20 km. Bei idealen Verhältnissen, meist in den Monaten Dezember–April, kann der Gipfel von der 140 km entfernten Küstenstadt Guayaquil aus gesehen werden. Die wichtigsten Städte in seiner Umgebung sind Riobamba (etwa 30 km südöstlich), Ambato (etwa 30 km nordöstlich) und Guaranda (etwa 25 km südwestlich des Berges). Der Chimborazo liegt innerhalb des Naturreservates „Reserva de Produccion Faunistica Chimborazo“, das dazu dient, den Lebensraum für die in den Anden heimischen kameliden Vicuña, Lama und Alpaca zu schützen.

### Gletscher
Der obere Teil des Berges ab zirka 5100 Meter ist vergletschert. Einzelne Gletscherarme reichen bis 4600 m hinunter. Die Gletscher des Chimborazo stellen die Wasserversorgung für große Teile der Provinzen Bolívar und Chimborazo. Die Gletscher haben in den letzten Dekaden aufgrund von globaler Erwärmung, Aschebedeckung infolge der aktuellen vulkanischen Aktivität seines östlichen Nachbars Tungurahua (Schotterer et al. 2003) und des El-Niño-Phänomens signifikant an Masse verloren.
Wie bei anderen ecuadorianischen Bergen wird auch das Eis der Gletscher des Chimborazo von sogenannten Hieleros (vom spanischen Hielo für Eis) abgebaut, um auf den Märkten von Guaranda und Riobamba verkauft zu werden. Früher wurde das Eis bis hinunter in Küstentieflandstädte wie Babahoyo oder Vinces transportiert (Borja 2004). Baltazar Ushca steigt als einziger verbliebener Hielero noch regelmäßig zu den Eisminen des Chimborazo hinauf.

### Vulkanismus
Der Vulkanismus am Chimborazo ist Folge der Subduktion der Nazca-Platte unter den südamerikanischen Kontinent und hat überwiegend andesitisch-dazitischen Charakter. Der Schichtvulkan ist um das Jahr 550 (± 150 Jahre) zum letzten Mal ausgebrochen.

### Höhe
Der Chimborazo ist der höchste Berg Ecuadors, der nördlichste Sechstausender Südamerikas und höher als alle nördlicheren Berge Amerikas. Ihm wurde lange Zeit eine Höhe von 6310 m zugeschrieben. Bei einer 2016 durchgeführten Differential-GPS-Messung wurde eine Höhe von 6263 m festgestellt. SRTM-Daten weisen darauf hin, dass diese Höhe wahrscheinlicher ist als die weitverbreitete Höhenangabe von 6310 m.
Der Chimborazo galt vor der Vermessung des Himalaya als der höchste Berg der Erde. Die Messungen George Everests im Jahr 1856 zeigten jedoch, dass viele Himalaya-Gipfel, insbesondere der Mount Everest, höher liegen als der Chimborazo. Heute sind in den Anden 26 höhere Berge bekannt. Der höchste Berg ist dort der Aconcagua mit 6961 m Höhe, der zweithöchste und zugleich höchste Vulkan der Erde ist der Nevado Ojos del Salado mit 6893 m Höhe.

### Entfernung von der Erdachse und vom Erdmittelpunkt
Der Gipfel des Chimborazo ist wegen seiner Nähe zum Äquator der Punkt der Erdoberfläche, der am weitesten vom Erdmittelpunkt entfernt ist. Dass er hierin den wesentlich höheren Mount Everest übertrifft, liegt daran, dass die Erde aufgrund der Rotation und der sich daraus ergebenden Fliehkraft keine Kugel ist, sondern ein Rotationsellipsoid, dessen Radius an den Polen kleiner und am Äquator größer ist. Nimmt man den Erdmittelpunkt als Bezugspunkt, so übertrifft nach Senne (2000) der Chimborazo (1° südl. Breite, 6384,557 km vom Erdmittelpunkt) den Mount Everest (28° nördl. Breite, 6382,414 km vom Erdmittelpunkt) um mehr als zwei Kilometer.
Einerseits ist wegen der maximalen Entfernung von der Erdachse die Zentrifugalbeschleunigung durch die Erddrehung hier am größten, andererseits wegen der maximalen Entfernung vom Erdmittelpunkt die Gravitationsbeschleunigung am geringsten, was beides dazu beiträgt, dass am Gipfel des Chimborazo die Fallbeschleunigung den sehr niedrigen Wert 9,767 m/s² besitzt.

## Bilder

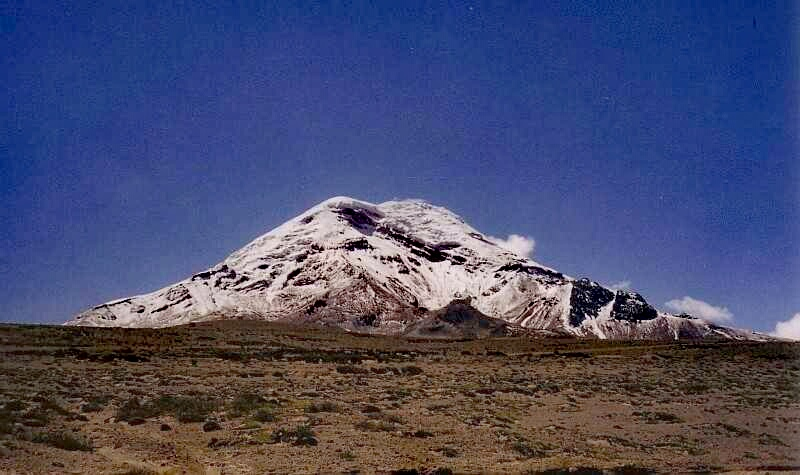
Der Chimborazo von Süd-West
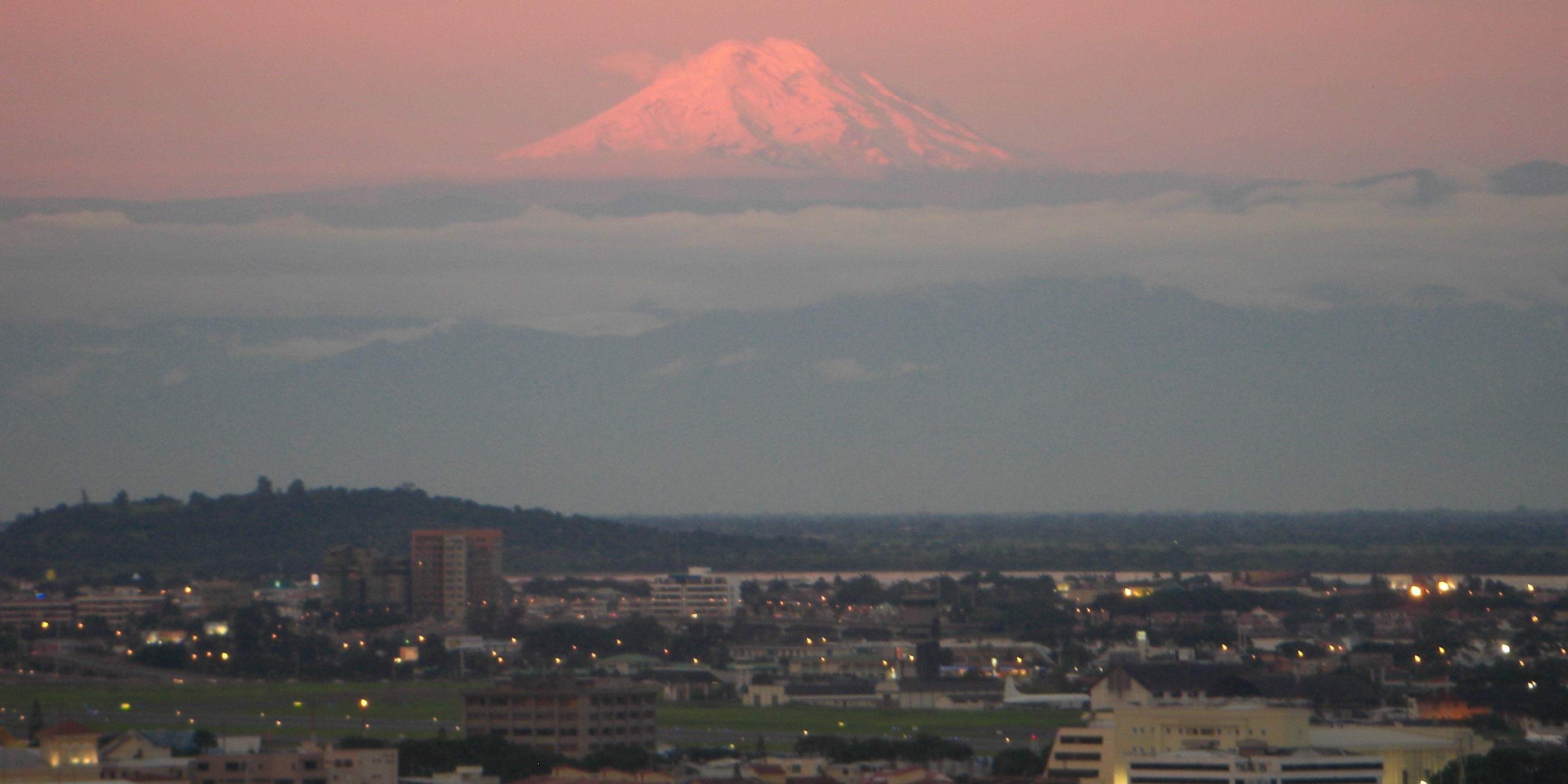
Blick von Guayaquil auf den in Abendrot gehüllten Chimborazo
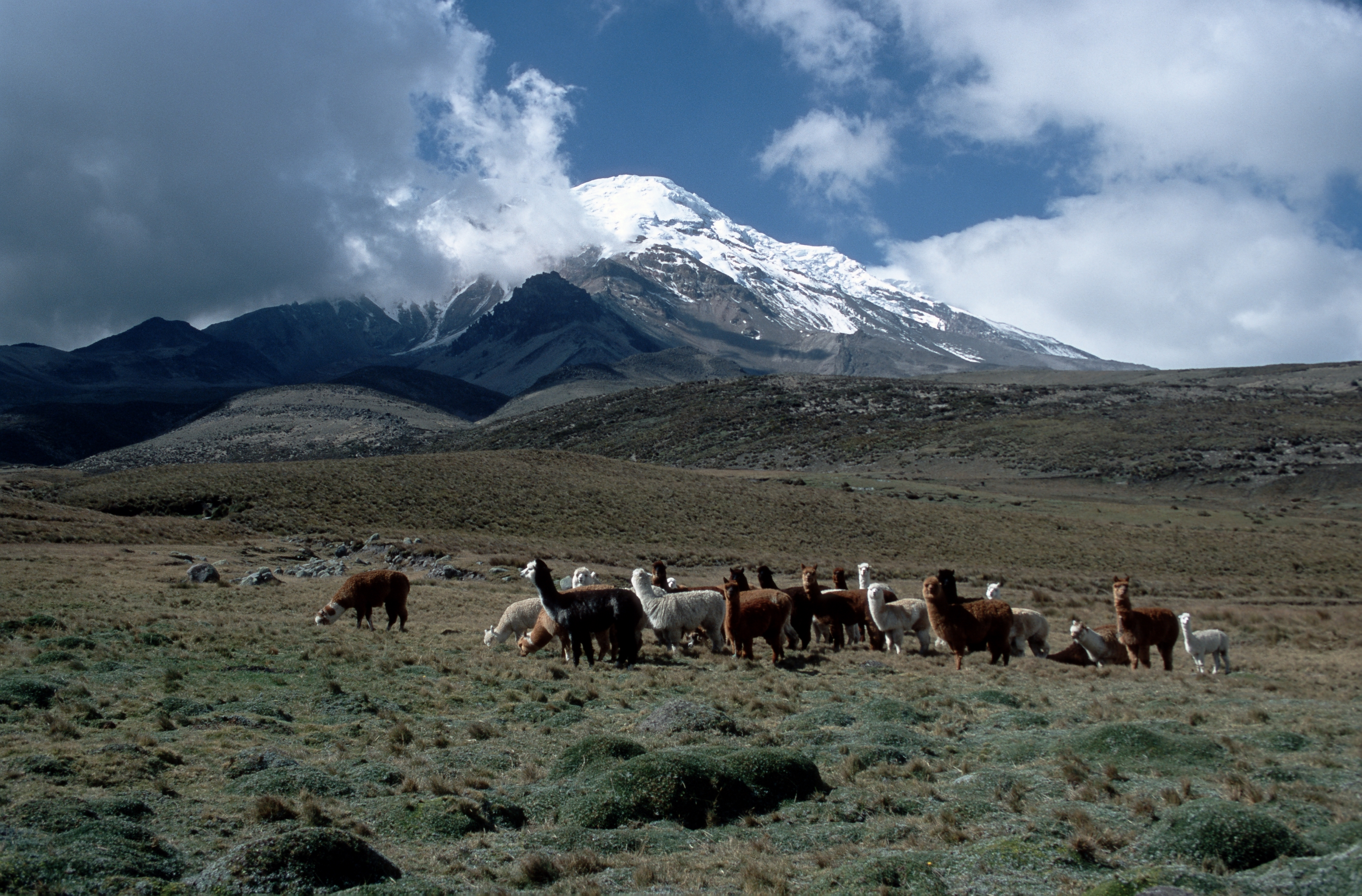
Alpacas vor dem Chimborazo
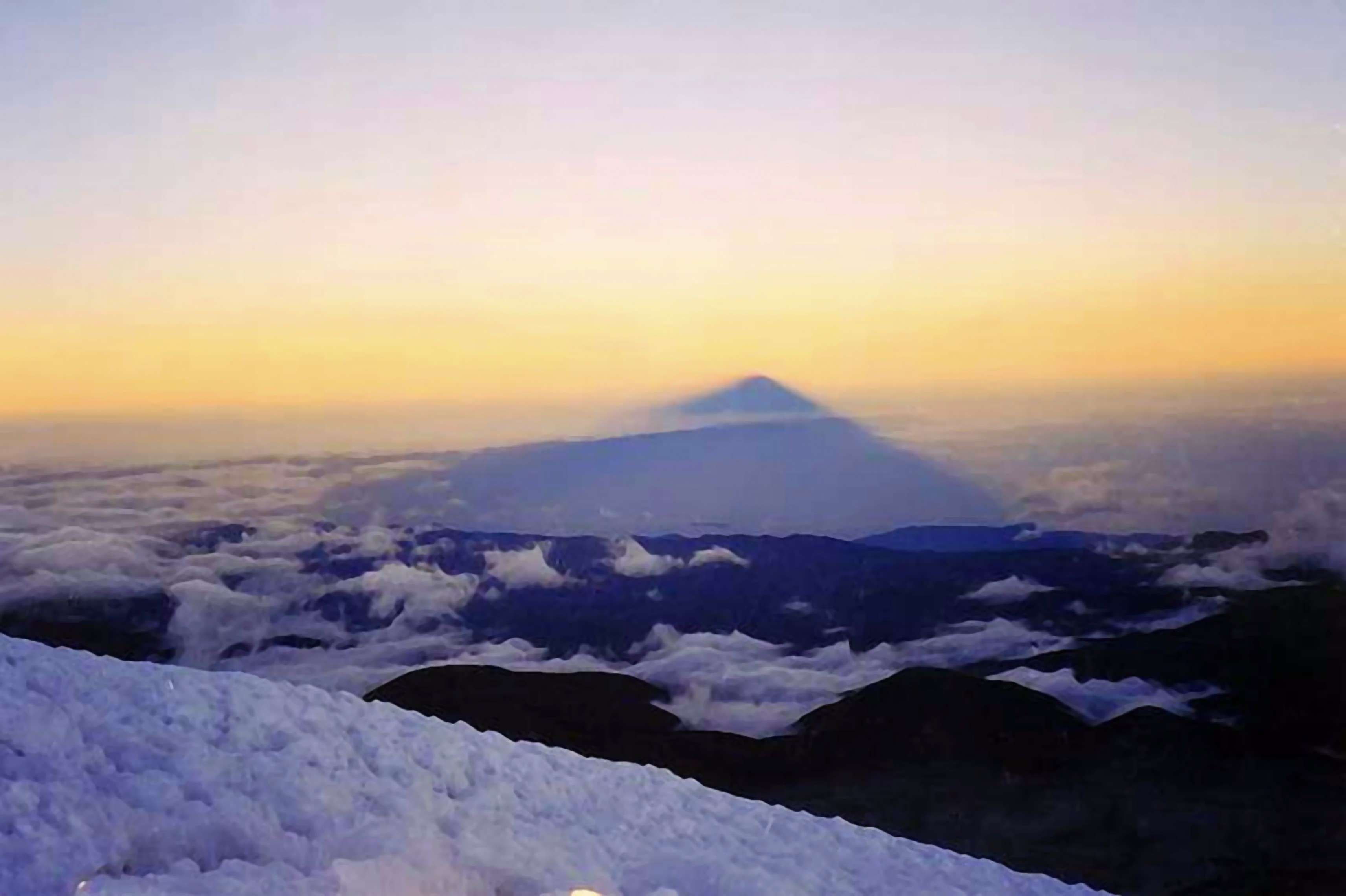
Sonnenaufgang auf dem Gipfel des Chimborazo, Blick nach Westen auf den geworfenen Schatten.
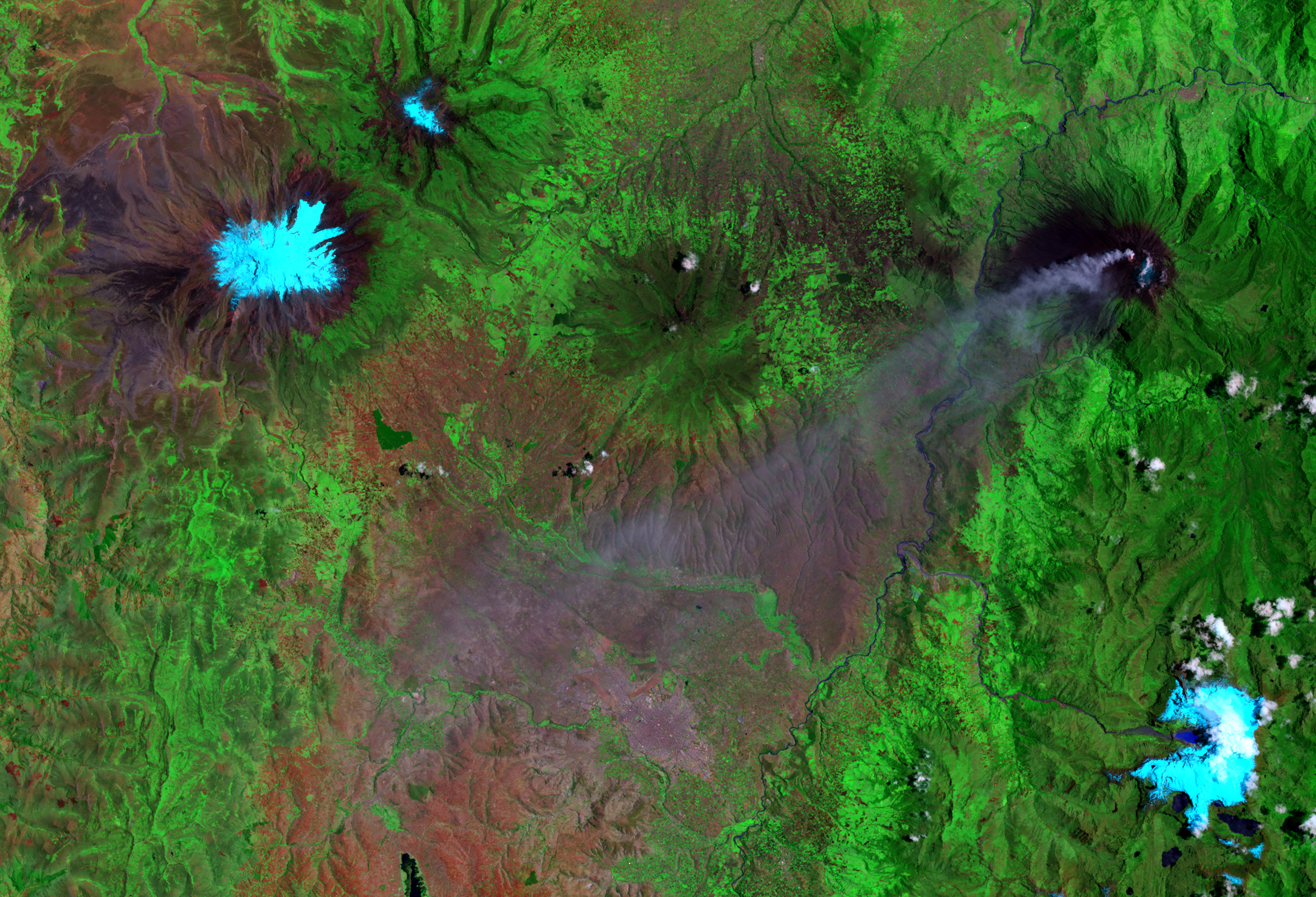
Satellitenbild mit Chimborazo (Mitte links), Tungurahua (Mitte rechts, mit Rauchwolke) und Altar (Unten rechts).

## Geschichte

### Name und mythologische Bedeutung
Bezüglich der Herkunft des Namens Chimborazo existieren verschiedene Theorien. Es kann eine Kombination des Cayapa-Wortes für Frau – Schingbu – und des Kichwa-Wortes für Eis/Schnee – Razo – sein, was in etwa Eisige Frau ergeben würde, oder mit Chimbo für Thron/Gottesthron aus dem Shuar ergäbe es Eisiger Thron Gottes. Von der in der Umgebung lebenden indigenen Bevölkerung wird der Berg auch Urkurasu (Urcorazo) genannt; mit dem Quichuawort urku – Berg – ergibt das einfach Berg-Eis.
Im lokalen indigenen Mystizismus etwa der Puruhá ist der Chimborazo ein heiliger Berg. Taita Chimborazo (Taita ist Kichwa für Vater) repräsentiert als Mann von Mama Tungurahua den Stammvater der Puruhá.

### Erstbesteigung

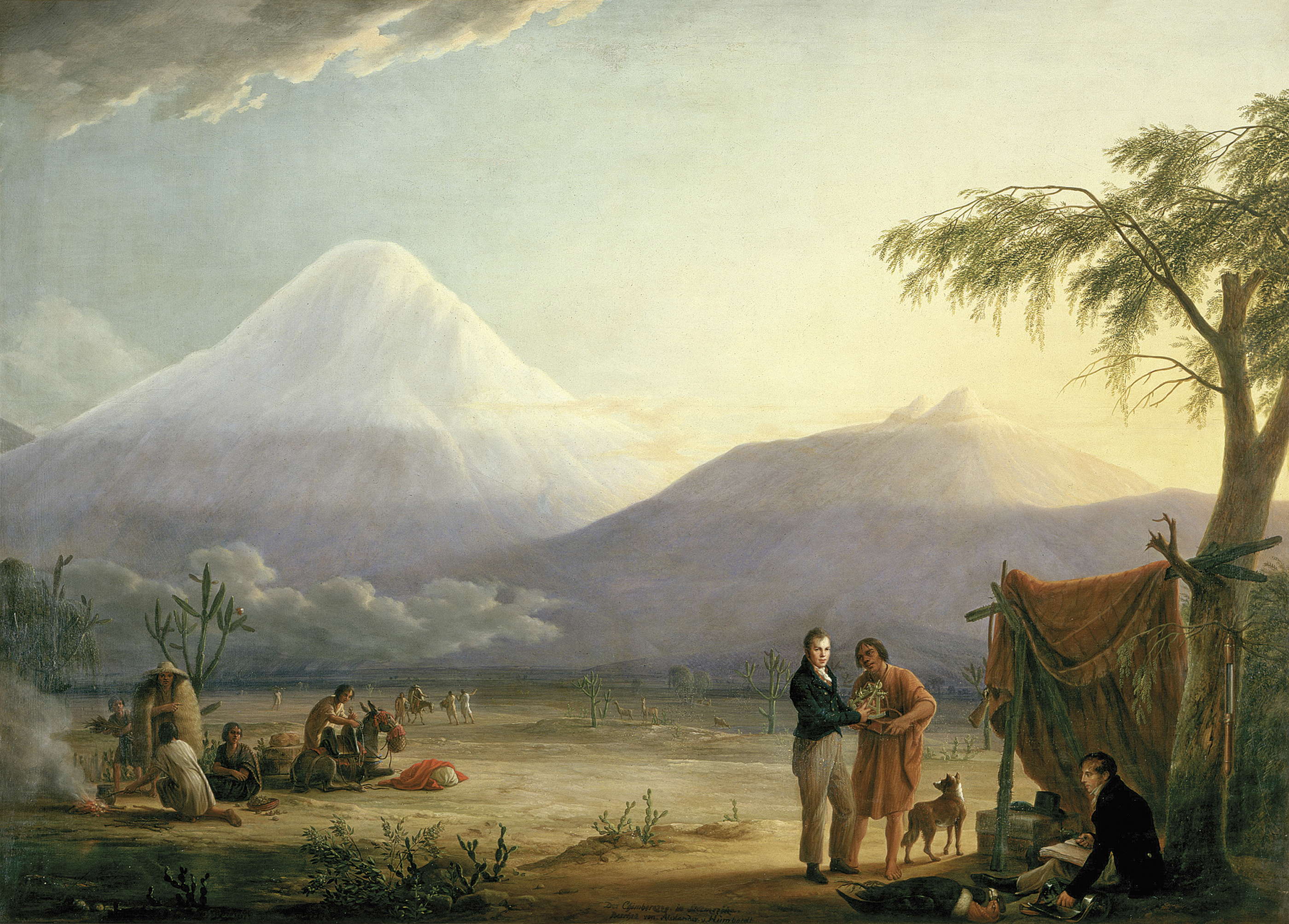
Alexander von Humboldt und Aimé Bonpland am Fuß des Chimborazo, Gemälde von Friedrich Georg Weitsch, 1810

Der Chimborazo wurde 1565 zum ersten Mal von einem Europäer, Girolamo Benzoni, beschrieben. Die Franzosen Charles Marie de La Condamine und Pierre Bouguer unternahmen 1742 Forschungen am Berg. Einen ersten richtigen Besteigungsversuch wagte bereits Alexander von Humboldt zusammen mit Aimé Bonpland und Carlos Montúfar am 23. Juni 1802; sie erreichten eine Höhe von zirka 5600 m (ihre eigene damalige Höhenmessung ergab 5880 m). Der Beschreibung des Aufstiegs durch Humboldt verdanken wir die erste genaue Schilderung der Symptome von Höhenkrankheit:

„Auch das Atmen wurde stark beeinträchtigt, und noch unangenehmer war, dass alle Übelkeit, einen Drang sich zu erbrechen, verspürten. Außerdem bluteten uns das Zahnfleisch und die Lippen. Das Weiße unserer Augen war blutunterlaufen. Wir fühlten alle eine Schwäche im Kopf, einen ständigen Schwindel, der in der Situation, in der wir uns befanden, sehr gefährlich war. Alle diese Symptome von Asthenie rühren ohne Zweifel von dem Sauerstoffmangel her, dem das Blut ausgesetzt ist.“

Humboldt verbrachte mehrere Tage am Berg. Er skizzierte ihn und ließ sich mit ihm im Hintergrund abbilden. Im Dezember 1831 scheiterte auch der Naturforscher Jean Baptiste Boussingault aus Frankreich. Den Gipfel erreichte als erste eine britisch-italienische Seilschaft bestehend aus Edward Whymper und den Brüdern Jean-Antoine und Louis Carrel am 4. Januar 1880. Die Schutzhütte auf der Südwestseite unterhalb des Gletschers auf 5000 m wurde zu Ehren des Briten „Edward-Whymper-Hütte“ benannt. Da viele Kritiker die gelungene Erstbesteigung anzweifelten, bestieg Whymper noch im selben Jahr den Berg ein zweites Mal über eine neue Route (von Pogyos im Westen her), mit den zwei Ecuadorianern David Beltrán und Francisco Campaña (Whymper 1892).

### Flug SAETA 232
Am 15. August 1976 ging SAETA-Flug 232 mit 55 Passagieren und 4 Besatzungsmitgliedern auf der 309 km langen Route von Quito nach Cuenca verloren. Unverzügliche Suchaktionen in möglichen Absturzregionen blieben erfolglos. Obwohl ein Absturz am Chimborazo als am wahrscheinlichsten galt, konnte kein Wrack gefunden werden. Nachdem das abgestürzte Flugzeug und seine Insassen über 26 Jahre als vermisst gegolten hatten, wurden die Überreste am 17. Oktober 2002 von ecuadorianischen Bergsteigern, die die selten begangene Integralroute benutzten, auf einer Höhe von zirka 5400 m östlich des Chimborazohauptgipfels gefunden.

### Weiteres

Chimborazo auf dem Wappen Ecuadors

- Pierre Bouguer machte im Rahmen seiner geodätischen und gravimetrischen Messungen in Ecuador Ende 1738 Experimente, die erstmals zeigten, dass die Anwesenheit großer Bergmassive Abweichungen von der Lotrichtung verursacht; die Abweichung war jedoch kleiner als von ihm erwartet, da ihm das Konzept der Isostasie noch nicht bekannt war.
- Der Chimborazo ist auf dem ecuadorianischen Wappen als Symbol für die Schönheit und den Reichtum der Sierra abgebildet.
- Simón Bolívar hat ein von ihm inspiriertes Gedicht mit dem Titel Mi delirio sobre el Chimborazo geschrieben.
- Den Namen Chimborazo verwendet Tankred Dorst in seinem Theaterstück Auf dem Chimborazo symbolisch für den Muppberg an der thüringisch-fränkischen Grenze bei Oberlind.
- Durch mecklenburgische Verehrer von Humboldt wurde in der ersten Hälfte des 19. Jahrhunderts ein Berggipfel am Ostufer des Tollensesees bei Neubrandenburg Chimborazo benannt.[18]
- Eine belletristische Darstellung der Chimborazobesteigung mit einigen historischen Ungenauigkeiten findet sich in Daniel Kehlmann: Die Vermessung der Welt. Rowohlt, Reinbek 2005, ISBN 3-498-03528-2.

## Bergsteigen

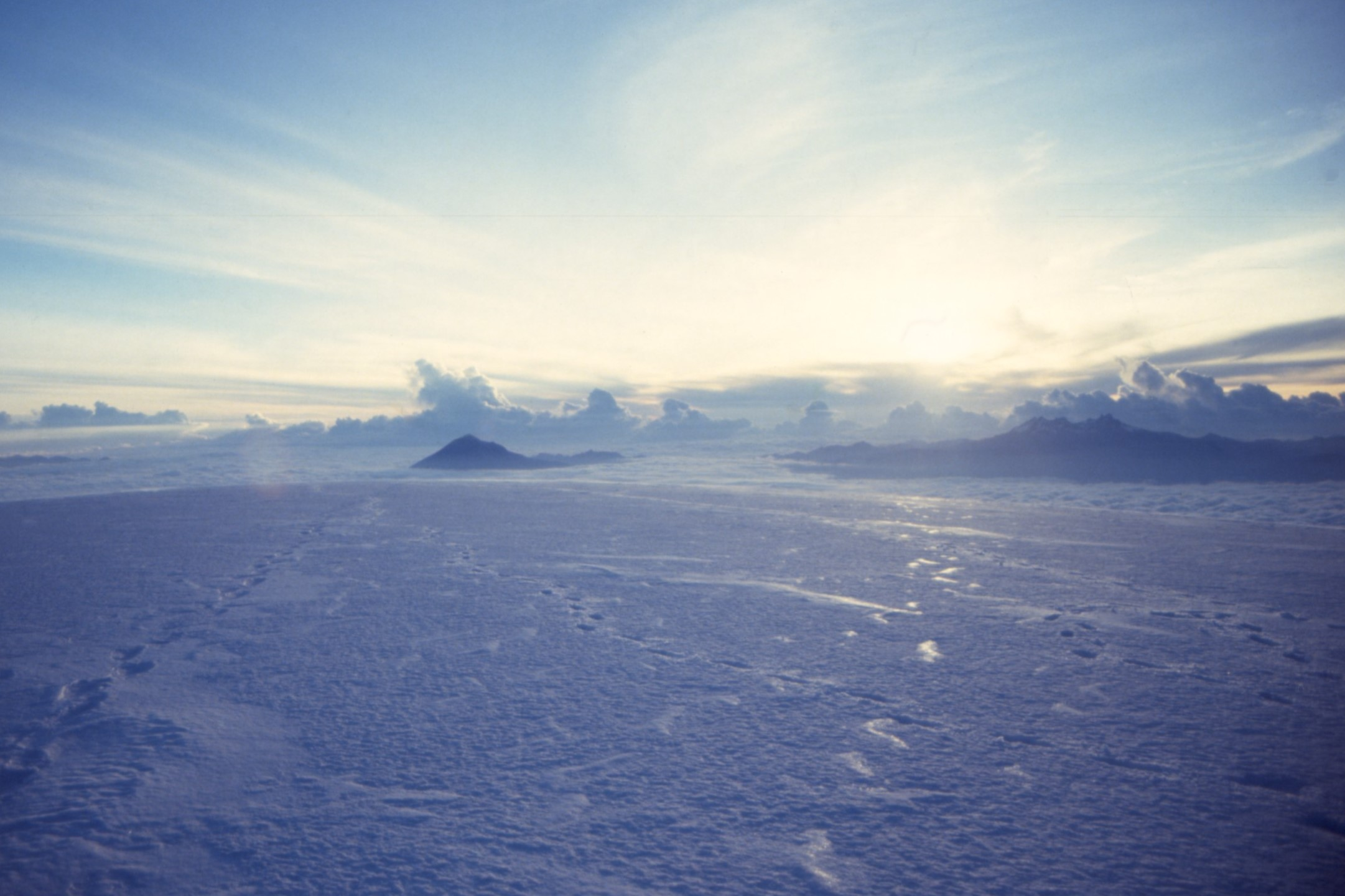
Sonnenaufgang auf dem Gipfelplateau des Chimborazo mit Blick auf Tungurahua und El Altar

Die Besteigung des Chimborazo ist bei Bergsteigern sehr beliebt. Trotz seiner Höhe ist er gut zugänglich und die Normalroute vergleichsweise einfach zu besteigen.
- Der Chimborazo kann ganzjährig bestiegen werden, wobei die relativ trockenen und häufiger klaren Monate Dezember/Januar und Juli/August am besten für einen Aufstieg geeignet sind.[19]
- Eine gute Höhen-Akklimatisation ist erforderlich.

### Routen
Die einfachsten und am meisten benutzten Routen sind die Normalroute (Schwierigkeitsgrad I/F-PD-) und die Whymperroute (II/PD+). Beide Routen starten bei der Whymper-Hütte und führen via den Westgrat und den Vorgipfel Ventimilla (6228 m) zum Hauptgipfel (Whymper oder Ecuador) (6263 m).
Es existieren verschiedene andere, weniger benutzte und meist schwierigere Routen über die verschiedenen Seiten und Grate zu einem der folgenden Gipfel: Hauptgipfel (Whymper, Ecuador), Zentralgipfel (Politecnico) und Ostgipfel (N. Martinez).

### Hütten

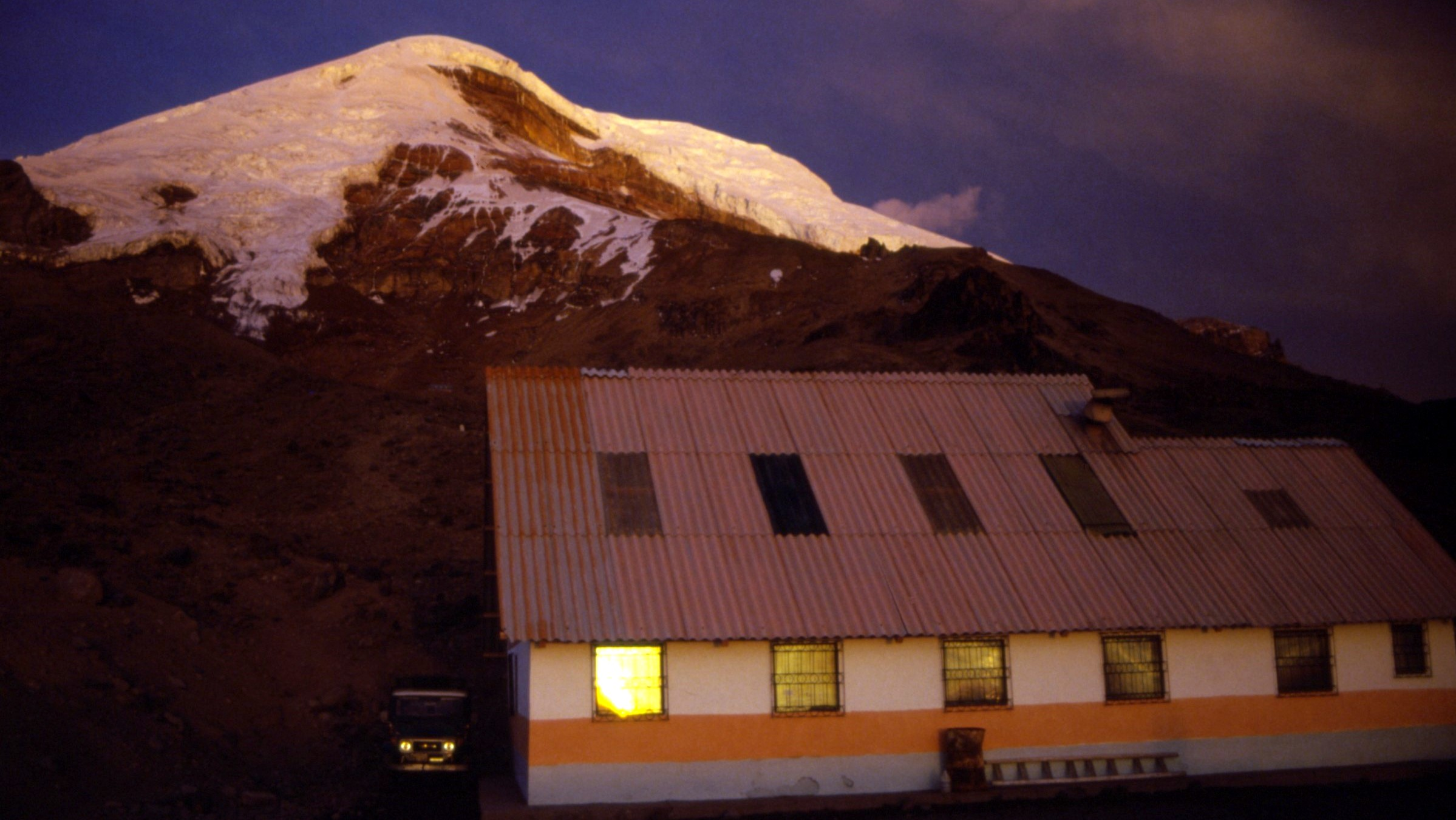
Refugio Carrel

Es sind zwei Hütten in Betrieb, die Carrel-Hütte (4850 m) und die ein wenig weiter oben liegende Whymper-Hütte (5000 m). Die Carrel-Hütte ist durch eine Straße erschlossen und kann von Riobamba, Ambato oder Guaranda erreicht werden. Die Zurita-Hütte (4900 m) an der Pogyos-Route ist nicht mehr in Betrieb.